# Eleccions regionals franceses de 2010

Resultats electorals a les eleccions regionals franceses de 2010. El color rosa representa el Partit Socialista francès (PS), el violeta correspon a l'Esquerra Diversa (DG) (a Llenguadoc-Rosselló, liderada pel dissident socialista Georges Frêche) o al Partit Progressista Martiniquès (a Martinica, liderada per Serge Letchimy) i el blau a l'UMP (partit de Nicolas Sarkozy).

Les eleccions regionals franceses de 2010 són les eleccions regionals franceses que es van celebrar, en dues voltes, els dies 14 i 21 de març de 2010 per a renovar els 26 consells regionals de l'Estat Francès.

## Funcionament de les eleccions regionals franceses
Per a les eleccions regionals franceses es vota el president del Consell Regional en dues voltes.
A la primera volta, el diumenge 14 de març, els francesos voten qualsevol dels partits que es presenten. Si un partit assoleix més del 50% de vots en aquesta volta, no es fa una segona i els partits que hagin superat el 5% de vots en aquesta volta es reparteixen proporcionalment les 3/4 parts dels escons. Habitualment cap partit aconsegueix majoria absoluta a la primera volta, cas en el qual cal fer-ne una segona.
A la segona volta, el diumenge 21 de març, passen, per a cada regió, tots els partits que hagin obtingut més d'un 10% de vots a la primera. Els partits que hagin obtingut més d'un 5% es poden presentar en una coalició amb un altre dels que es presenten "per dret propi" (amb més d'un 10% de vots) si ambdós partits així ho acorden. Un partit, encara que tingui un 5% de vots a la primera volta, pot decidir no presentar-se amb ningú a la segona. De la mateixa manera, cap partit està obligat a acceptar que altres partits s'aliïn amb ell. Es poden fer coalicions, sempre que almenys un dels membres de la coalició tingui almenys un 10% de vots a la primera volta i la resta almenys un 5%, de dos o més partits. Els partits amb un percentatge insuficient per a presentar-se, sols o junt amb un altre, a la segona volta, poden "recomanar" als seus votants per a quin partit dels que sí que es presenten voldrien que votin, naturalment els votants fan el que volen personalment. Un partit que no es presenta a la segona volta pot decidir no recomanar el vot dels seus simpatitzants a cap partit.
El cap de partit guanyador, amb majoria simple, de les votacions de la segona volta és el nou representant del Consell Regional. El partit guanyador de la segona volta obté, sigui quin hagi estat el seu resultat en nombre de vots o percentatge, una quarta part dels escons totals del Consell Regional francès. Les altres tres quartes parts es reparteixen proporcionalment al resultat de la segona volta entre tots els partits que hi hagin obtingut més d'un 5% de vots, inclòs el partit guanyador.

## Resultats generals
A la majoria de regions franceses va guanyar el Partir Socialista francès (PS) en coalicions amb altres partits d'esquerres. El Llemosí, regió tradicionalment d'esquerres, va ser l'únic on el PS no va formar coalició a la segona volta amb el Front d'Esquerra (FG) i així i tot va aconseguir un resultat del 47,95% (enfront d'un 19,10% del FG i un 32,95% de l'UMP). A Martinica va guanyar la llista autonomista d'esquerres del Partit Progressista Martiniquès (PPM), liderada per Serge Letchimy, amb un 63,42% dels vots (front a un 29,27% del Moviment Independentista Martiniquès i només un 7,32% de l'UMP). A Còrsega el PS va aliar-se a la segona volta amb tres de les altres llistes que s'havien presentat a la primera volta, amb la qual cosa van obtenir un 47,06% dels vots a la segona; les dues forces nacionalistes, NSEME-PNC i Corsica Libera, es van presentar a la segona volta per separat, obtenint un 21,57% i un 7,84% respectivament; mentre que l'UMP va obtenir el 23,53%.
El partit de dretes UMP i els seus aliats van guanyar a la resta de regions: Alsàcia, La Reunió (60%) i Guaiana Francesa (67,74%). A L'Alsàcia, regió tradicionalment de dretes, va guanyar l'UMP (partit de l'actual president de l'Estat Francès, Nicolas Sarkozy) en una llista lliderada per Philippe Richert i que va obtenir un 46% dels vots (contra el 39,5% de l'aliança PS-Europe Écologie i el 22% del FN).
Alguns mitjans de comunicació van ressaltar la tendència a l'alça dels partits ecologistes, una tendència que ja es va veure palesa a França a les eleccions europees de 2009. Malgrat que cap llista únicament formada per partits ecologistes hagi guanyat a cap regió, sí que s'han aliat amb altres partits (al diferència que a Espanya, a França hi ha forces ecologistes de dretes, centre o esquerres, i d'altres que no es posicionen obertament en això). Per exemple sembraria que el PS hauria guanyat a Illa de França gràcies al suport d'Europe Écologie.
L'abstenció, amb un 53,7% a la primera volta i un 49,0% a la segona, va ser superior a la de les eleccions regionals franceses de 2004.

## Eleccions per regions

### Llenguadoc-Rosselló
Fins al març de 2010 la regió de Llenguadoc-Rosselló ha estat dirigida per l'ex-socialista Georges Frêche, actualment a la llista de Divers Gauche (DG). En sortir del Partir Socialista francès (PS), Frêche es presenta a la llista de DG amb el suport d'altres dissidents del PS o d'altres partits, tant de dretes com d'esquerres, entre els quals es troben l'antic ministre comunista Jean-Claude Gayssot, l'ecologista Yves Pietrasanta i membres del partit Chasse, pêche, nature et traditions (actualment associat a l'UMP).
Com a conseqüència de la dissidència del seu ex-cap de partit, en Frêche, el PS presenta doncs al desembre de 2009, quinze dies abans que acabi el termini final per a presentar les llistes, una llista pròpia amb Elena Mandroux, la batllesa de Montpellier, com a nova cap de llista. Aquesta llista sembla agradar a altres partits d'esquerres de la regió. Didier Codorniou, la persona designada pels militants del PS locals com a cap de llista, va demanar als tribunals l'anul·lació de la decisió del bureau national de designar Mandroux (en comptes d'ell) com a cap de llista del PS.
D'altra banda, els militants del partit de centre Moviment Demòcrata (MODEM) van escollir com a cap de llista en Marc Dufour, que és qui en principi s'havia de presentar, però més tard el partit es va fusionar, de cara a aquestes eleccions i per a aquesta regió, amb el partit Alliance écologiste indépendante (AEI). El darrer dia del termini de presentació de les llistes, el MODEM decideix retirar-se com a partit de les llistes electorals del Llenguadoc-Rosselló. Patrice Drevet, de l'AEI, encapçala finalment una llista de l'AEI en solitari, sense membres del MODEM.
En canvi, el Cap21, que també forma part del MODEM, es presenta en una llista conjunta amb un altre partit ecologista diferent, Europe Écologie (EÉ).
A la dreta, en Christian Jeanjean deixa el partit UMP per a encapçalar una llista a la qual s'agrupen el CNI (CNI), el França Bonapartista (FB), el Partit Liberal Demòcrata (PLD) i Dreta Diversa (DD). En Raymond Couderc cobreix el lloc de cap de llista de l'UMP deixat per Jeanjean.

Els candidats finals i els seus resultats electorals per a la regió de Llenguadoc-Rosselló són:
| Cap de llista | Cap de llista       | Liste                                     | primera volta | primera volta | segona volta | segona volta | escons | escons |
| Cap de llista | Cap de llista       | Liste                                     | #             | %             | #            | %            | #      | %      |
| ------------- | ------------------- | ----------------------------------------- | ------------- | ------------- | ------------ | ------------ | ------ | ------ |
|               | Georges Frêche      | DVG- PRG - MRC - Dissidents del PS        | 304 810       | 34,28         | 493 210      | 54,19        | 44     | 65,67  |
|               | Richard Roudier     | BI                                        | 6 086         | 0,68          |              |              |        |        |
|               | Elena Mandroux      | PS                                        | 68 774        | 7,74          |              |              |        |        |
|               | René Revol          | FG - NPA - Alternatifs - FASE - MPEP - OC | 76 418        | 8,60          |              |              |        |        |
|               | Raymond Couderc     | Comité de la majorité présidentielle      | 174 523       | 19,63         | 240 534      | 26,43        | 13     | 19,40  |
|               | Christian Jeanjean  | CNI - França Bonapartista - PLD - DVD     | 18 017        | 2,03          |              |              |        |        |
|               | France Jamet        | FN                                        | 112 656       | 12,67         | 176 363      | 19,38        | 10     | 14,93  |
|               | Henri Temple        | DLR 34                                    |               |               |              |              |        |        |
|               | Jean-Louis Roumégas | EÉ - Cap21                                | 81 120        | 9,12          |              |              |        |        |
|               |                     |                                           |               |               |              |              |        |        |
| Inscrits      | Inscrits            | Inscrits                                  | 1 852 959     | 100,00        | 1 853 043    | 100,00       |        |        |
| Abstenció     | Abstenció           | Abstenció                                 | 931 427       | 50,26         | 878 392      | 47,40        |        |        |
| Votants       | Votants             | Votants                                   | 921 532       | 49,73         | 974 651      | 52,60        |        |        |
| Blancs i nuls | Blancs i nuls       | Blancs i nuls                             | 32 469        | 3,52          | 64 544       | 6,62         |        |        |
| Vàlids        | Vàlids              | Vàlids                                    | 889 063       | 96,48         | 910 107      | 93,38        |        |        |

Primera volta el 14 de març de 2010. Segona volta, amb els partits que a la primera van superar el 10% de vots, el 21 de març de 2010.
Segons el resultat de la primera volta, van passar a la segona els tres partits que van superar el 10% de vots, és a dir la coalició DG de Georges Frêche, l'ultradretista FN, liderat per France Jamet, i el partit de dretes UMP, amb Raymond Couderc com a cap de llista.
Dels partits exclosos a la segona volta, Elena Mandroux, del PS, va cridar a "fer barrera a la dreta i a l'extrema dreta"; mentre que ni els ecologistes, liderats per en Louis Roumégas, ni la coalició d'esquerres FG-NPA, encapçalada per René Revol, van voler donar cap consigna de vot als seus simpatitzats.
Amb un 53,5% de vots a la segona volta (tot i que, segons un sondeig, ell s'esperava almenys un 58%), Frêche va renovar el càrrec de President del Consell Regional. L'UMP va aconseguir un 27% de vots i l'FN un 19,5%.